# Tyler Hansbrough
Andrew Tyler Hansbrough (ur. 3 listopada 1985 w Columbii) – amerykański koszykarz występujący w lidze NBA na pozycjach silnego skrzydłowego lub środkowego, obecnie zawodnik Sichuan Blue Whales.
W 2005 wystąpił w meczu wschodzących gwiazd - Nike Hoop Summit oraz McDonald’s All-American.
Przed przybyciem do NBA występował cztery sezony (lata 2005–2009) na Uniwersytecie North Carolina. Był jednym z najlepszych graczy na parkietach uniwersyteckich, reprezentując drużynę Tar Heels. Otrzymał wiele prestiżowych nagród - m.in. dla zawodnika sezonu 2007/2008 od Associated Press, National Association of Basketball Coaches, Sporting News, U.S. Basketball Writers Association, Sports Illustrated, nagrodę im. Naismitha i nagrodę im. Woodena. Magazyn Sporting News uznał go w 2009 roku uniwersyteckim koszykarzem dekady (Sporting News College Basketball Athlete of the Decade). 
Jest rekordzistą pod względem m.in. sumy zdobytych punktów i sumy zbiórek na jednym z najbardziej utytułowanych w USA Uniwersytecie North Carolina, a także rekordzistą pod względem sumy trafionych rzutów osobistych w historii NCAA. W sezonie 2008/2009 z North Carolina Tar Heels sięgnął po mistrzostwo NCAA. 
Zgłosił się do NBA draftu w 2009 roku i został wybrany z numerem 13 przez zespół Indiana Pacers. 15 lipca 2013 trafił do Toronto Raptors.
19 października 2018 dołączył do chińskiego Zhejiang Chouzhou.
28 listopada 2019 został zawodnikiem Sichuan Blue Whales, występującego w chińskiej lidze CBA.

## Osiągnięcia

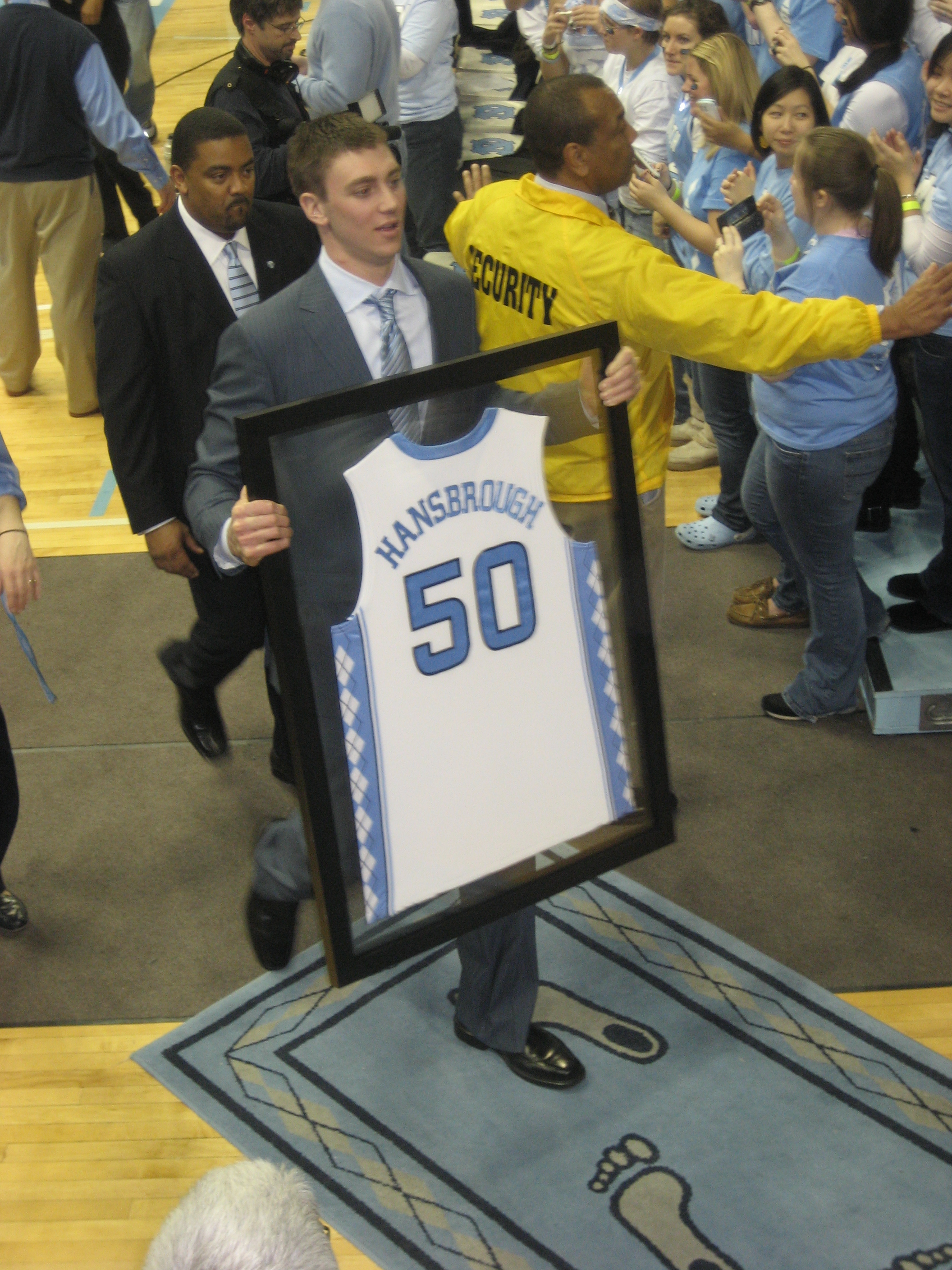
Tyler Hansbrough wchodzący z powrotem do tunelu dla zawodników po ceremonii zastrzeżenia jego numeru na uczelni Północnej Karoliny – 10.02.2010.

Stan na 28 listopada 2019, na podstawie, o ile nie zaznaczono inaczej.
NCAA
- Mistrz NCAA (2009)
- Uczestnik:
  - rozgrywek:
    - Final Four turnieju NCAA (2008, 2009)
    - Elite Eight (2007, 2008, 2009)

  - turnieju NCAA (2006–2009)
- Mistrz:
  - turnieju konferencji Atlantic Coast (ACC – 2007, 2008)
  - sezonu regularnego ACC (2007–2009)
- Koszykarz Roku:
  - NCAA:
    - im. Naismitha (2008)[9]
    - im. Woodena (2008)[10]
    - według:
      - Associated Press (AP – 2008)[11]
      - National Association of Basketball Coaches (NABC – 2008)[12]
      - United States Basketball Writers Association (USBWA – 2008)[13]
      - Sporting News (SN – 2008)[14]
      - Basketball Times (2008)
      - Adolph Rupp Trophy (2008)[15]

  - Senior CLASS Award (2009)[16]
  - konferencji Atlantic Coast (2008)[17]
- MVP turnieju:
  - konferencji Atlantic Coast (2008)[18]
  - Las Vegas Invitational (2008)
- Sportowiec Roku Konferencji Atlantic Coast (2008)
- Najlepszy pierwszoroczny zawodnik NCAA według United States Basketball Writers Association (USBWA – 2006)[19]
- Debiutant Roku Konferencji Atlantic Coast (2006)[20]
- Zaliczony do:
  - I składu:
    - All-American (2007–2009)
    - konferencji Atlantic Coast (2006–2009)
    - zawodników pierwszorocznych ACC (2006)
    - turnieju:
      - NCAA Final Four (2009 przez AP)[21]
      - Maui Invitational (2009)

  - II składu All-American (2006)
- Lider:
  - NCAA w:
    - liczbie celnych (289) i oddanych (528) rzutów za 2 punkty (2008)
    - liczbie celnych (304) i oddanych (377) rzutów wolnych (2008)

  - ACC w:
    - średniej:
      - punktów (2008 – 22,6)
      - zbiórek (2008 – 10,2)

    - liczbie:
      - punktów (2007 – 699, 2008 – 882)
      - zbiórek (2007 – 301, 2008 – 399)
      - celnych rzutów:
        - z gry (2008 – 289)
        - wolnych (2007 – 242, 2008 – 304, 2009 – 249)

      - oddanych rzutów:
        - z gry (2008 – 535)
        - wolnych (2007 – 315, 2008 – 377, 2009 – 296)
- Drużyna uczelni Północnej Karoliny zastrzegła należący do niego numer 50